# Эббе, Кливленд
Кли́вленд Э́ббе (англ. Cleveland Abbe; 3 декабря 1838 года, Нью-Йорк — 28 октября 1916 года, Чеви-Чейз, штат Мэриленд) — американский метеоролог, астроном.

## Биография
В 1868—1874 годах занимал должность директора обсерватории в Цинциннати. Стоял у истоков создания Бюро погоды, возглавлял метеорологическую службу США с 1871 года, в том же году получил звание профессора метеорологии. Впервые в США организовал передачи прогнозов погоды по телеграфным линиям. Активно выступал за введение часовых поясов. Получил прозвище «Старик-Предсказатель».
Член Американского философского общества (1871), Национальной академии наук США (1879), членкор Американской академии искусств и наук (1884).